# 内沃吉尔迪 (波尔图)
内沃吉尔迪是葡萄牙波尔图区的一个堂区。总面积2平方公里，总人口5257人，人口密度2628.5人/平方公里。